# Psapharochrus linsleyi
Psapharochrus linsleyi là một loài bọ cánh cứng trong họ Cerambycidae.